# Maria Schwarz
Maria Lang, conocida como Maria Schwarz, (Aquisgrán, 3 de octubre de 1921-Colonia, 15 de febrero de 2018) fue una arquitecta alemana y la profesora más conocida en la arquitectura de iglesias.

## Biografía
Nació en 1921 en Aquisgrán, Alemania. Su padre, un contratista, estimuló su interés por la arquitectura en una edad temprana. En 1941 se matriculó en la Universidad Técnica de Aquisgrán, siendo la primera mujer en estudiar arquitectura en la escuela. Se graduó en la universidad con una maestría en 1946.
En 1949 se mudó a Colonia para participar en la reconstrucción de la ciudad después de la Segunda Guerra Mundial. En Colonia trabajó con su amigo y también arquitecto Rudolf Schwarz, con quien se casó en 1952.
Durante su matrimonio fue socia del estudio de arquitectura de su esposo, donde a la par colaboraron en numerosos proyectos hasta que Rudolf falleció en 1961.
En 1998 se incorporó a la facultad de la Universidad Técnica de Múnich.
Falleció el 15 de febrero de 2018.